# علي أباد (شاهين دج)
علي أباد هي قرية في مقاطعة شاهين دج، إيران. عدد سكان هذه القرية هو 137 في سنة 2006.